# 三峽庄役場
24°56′04″N 121°22′10″E / 24.934559°N 121.369310°E
三峽庄役場，是位於臺灣新北市三峽區中埔里、1929年落成的日本官署建物，二戰後曾作為鎮公所、消費合作社，今列市定古蹟，作為三峽歷史文物館。

## 建築特色

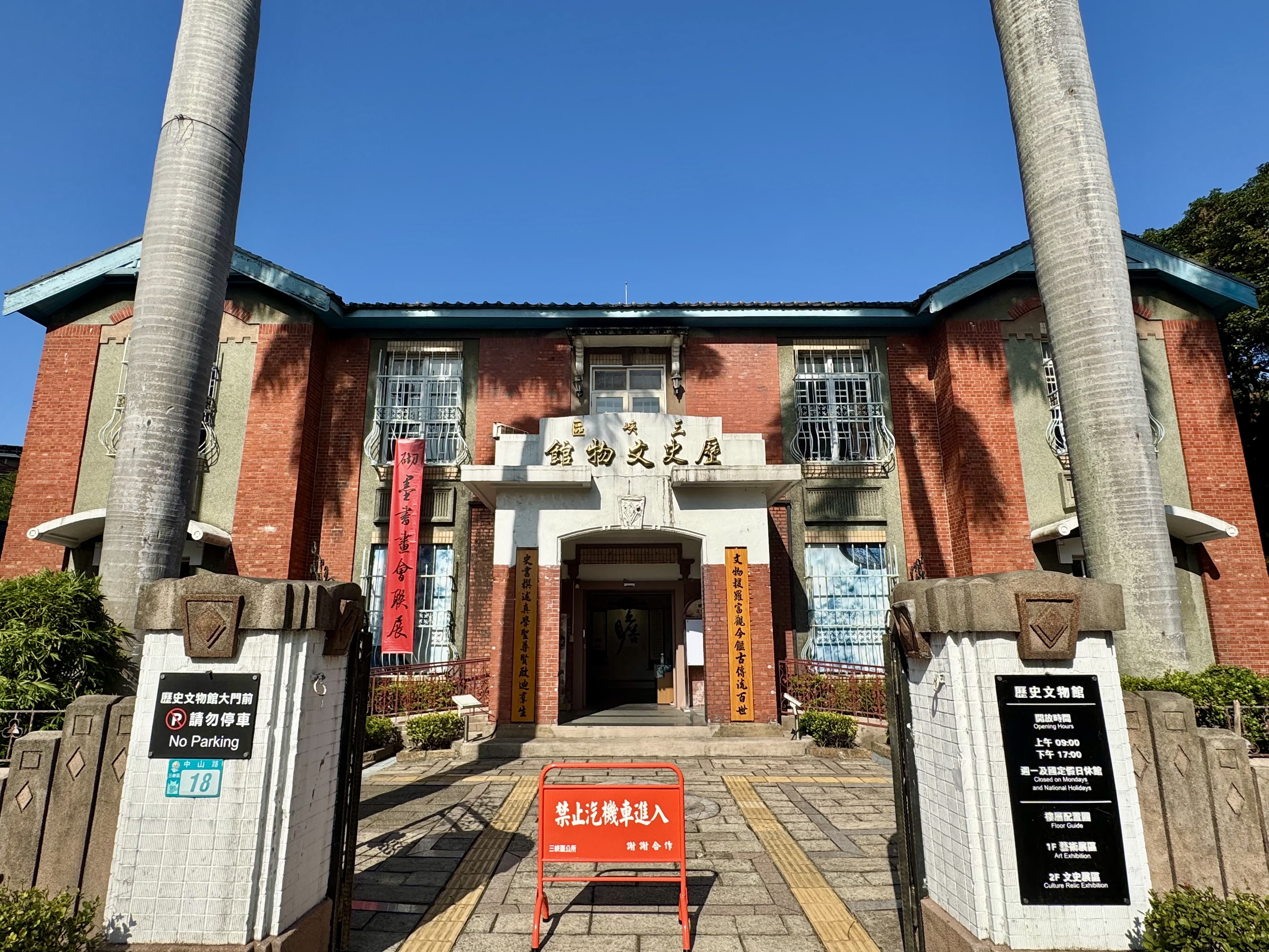
入口

三峽庄役場建地76.42坪。原先61坪地屬於三峽福安宮，其餘為三峽長福巖。1928年，日本政府將原先1901年設立的三角湧區役場建築改築成二樓磚造洋樓，以斥資日幣12529圓建造，由海山地區土木師傅負責興建。1929年2月7日竣工，同月23日啟用。
三峽庄役場外牆主要以紅磚為主，基礎、雨庇等部分為鋼筋混凝土新工法。據三峽耆老廖富本回憶，磚塊是出自於松山磚廠的高價品，每磚就要價8毛。一說，這些紅磚原先是作為台灣總督府使用。構造上，以採傳統磚造承重牆結構支撐二樓，天花板為輕鋼架天礦纖花板，屋架為洋小屋組。1920到1930年代，日本公共建築流行裝飾藝術風格，如庄役場的山牆周遭會布滿裝飾、矮牆層次分明。三峽庄役場大門上方的心石紋樣、門楣的軍岩造型裝飾、側門上方的弧形書卷捲軸雨棚、二樓平屋女兒牆面的古典紋樣，皆為代表當時建築特色。
室內格局上一樓原為事務所、等候區、宿直室、庄長室兼應接室，二樓會議室。牆面粉刷以傳統工法麻絨灰漿粉刷，地板上層以水泥砂漿粉刷，各處入口腳踩墊、玄關、樓梯、踢腳、與等候室地板等則以磨石子處理。

## 戰後使用
1945年1月27日，三峽鎮公所成立，繼續延續使用此街役場，直到1986年搬至中山路17號。之後作為三峽老人活動中心到1990年5月11日終止，改作為消費合作社。1994年，合作社搬至國光街後，就一度荒廢。
三峽鎮長洪見文的政見之一，是將舊三峽鎮公所作為展示地方史蹟的場所。1998年，鎮公所委由當地中埔里里長李坊良規劃作歷史文物館。鎮公所以新台幣3200萬作整修。1999年6月6日，以「三峽鎮歷史文物館」之名開幕，縣長蘇貞昌到場祝賀。

## 文資保護

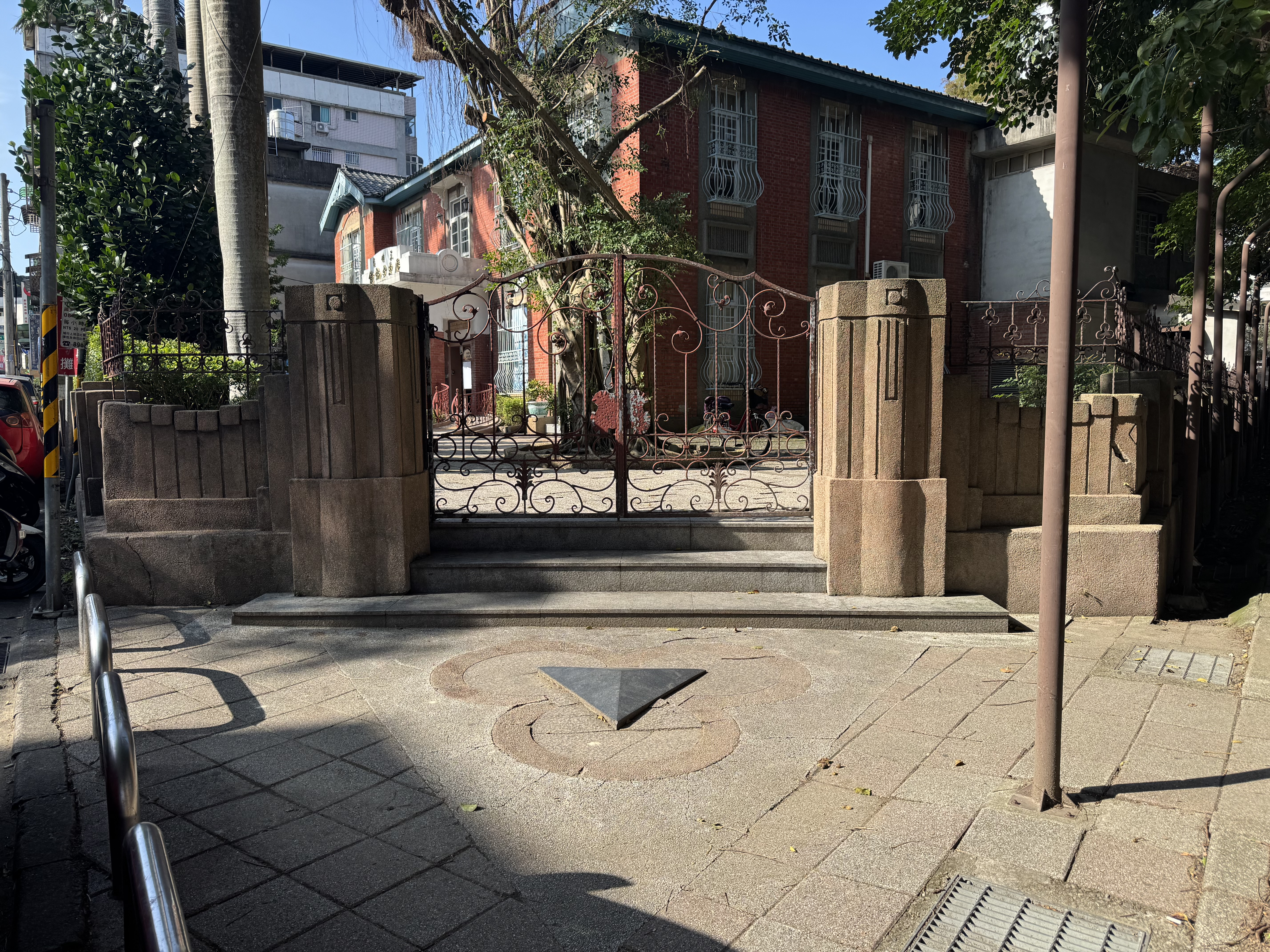
側門與圖徽

1990年9月18日，針對三峽庄役場將因道路拓寬而廣場縮小等文資保護問題，樂山基金會前往勘查。2006年9月28日，原地主三峽董事會否決列入古蹟申請，要求文化局應以易地或徵收解決。2018年4月3日，三峽庄役場登錄為直轄市定古蹟。2022年7月9日，新北市政府城鄉局副局長邱信智表示，研擬透過都市計畫容積移轉方式，盡速取得三峽庄役場土地所有權。